# إيليزا إلين ستار
إيليزا إلين ستار (بالإنجليزية: Eliza Allen Starr)‏ هي صحفية وفنانة أمريكية، ولدت في 29 أغسطس 1824 في ديرفيلد في الولايات المتحدة، وتوفيت في 8 سبتمبر 1901 في دوراند في الولايات المتحدة.